# Jonathan Santana
Jonathan Santana Gehre (Buenos Aires, 1981. október 19. –) argentin születésű paraguayi válogatott labdarúgó, aki jelenleg az Sarmiento játékosa.
A válogatott tagjaként részt vett a  2007-es és a 2011-es Copa Américán, illetve a 2010-es labdarúgó-világbajnokságon.

## Statisztika
| Paraguay | Paraguay | Paraguay |
| Év       | Mérk.    | Gólok    |
| -------- | -------- | -------- |
| 2007     | 6        | 0        |
| 2008     | 6        | 0        |
| 2009     | 3        | 0        |
| 2010     | 7        | 0        |
| 2011     | 2        | 0        |
| 2012     | 1        | 1        |
| 2013     | 0        | 0        |
| 2014     | 0        | 0        |
| 2015     | 2        | 0        |
| 2016     | 1        | 0        |
| Összesen | 28       | 1        |

## Sikerei, díjai
- San Lorenzo
  - Copa Mercosur: 2001
- VfL Wolfsburg
  - Német bajnok: 2008–09